# Consiglio nazionale dei beni culturali di Svezia

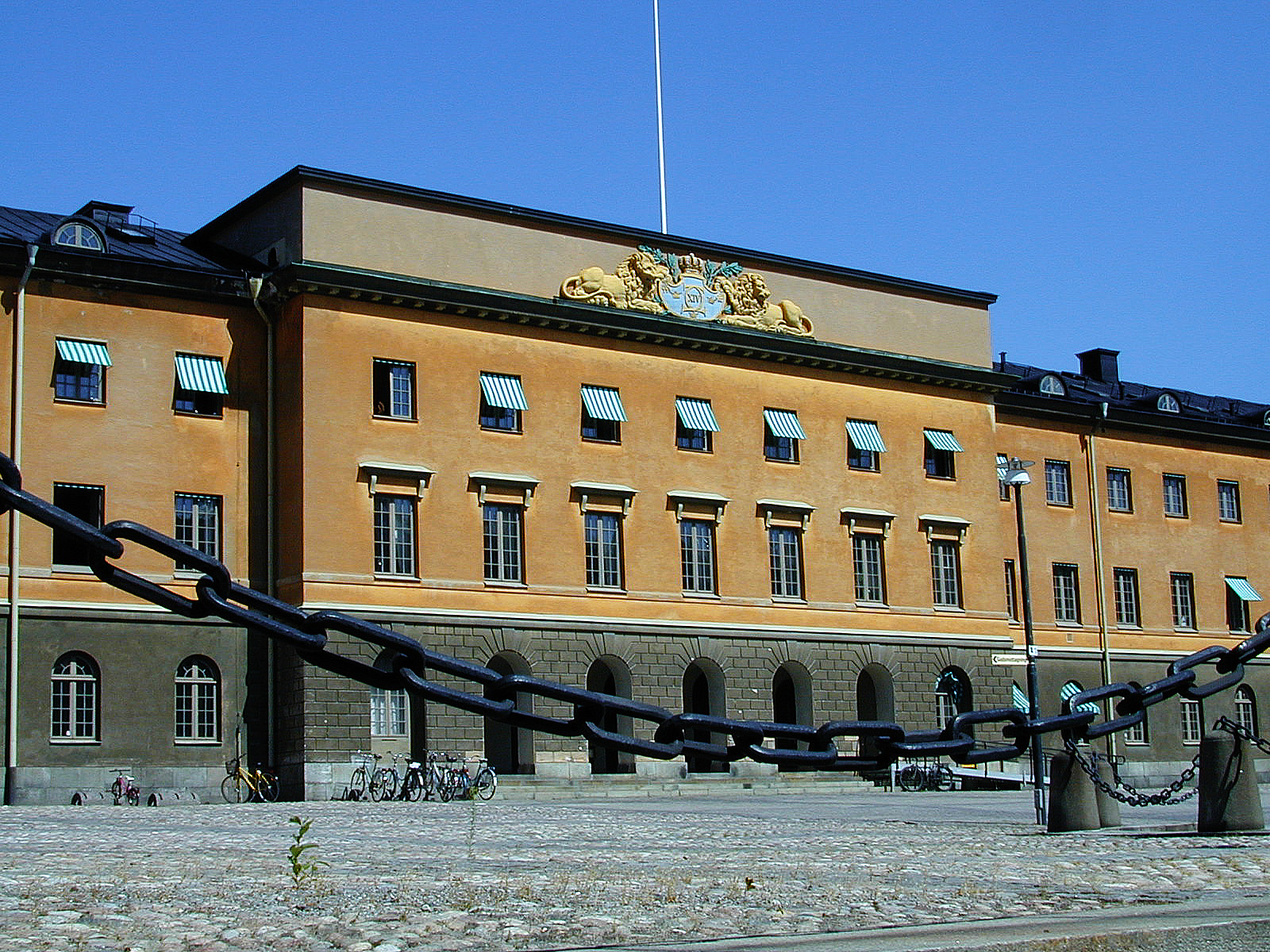
L'ufficio principale di Stoccolma

Il Consiglio nazionale dei beni culturali di Svezia (in svedese: Riksantikvarieämbetet) abbreviato in RAÄ è un'agenzia governativa svedese responsabile dei siti del Patrimonio dell'umanità della Svezia e di altri monumenti del patrimonio nazionale e ambienti storici. È disciplinata dal Ministero della cultura.
Gli obiettivi dell'agenzia sono di incoraggiare la conservazione e la tutela e di promuovere il rispetto e la conoscenza degli ambienti storici. Per fare questo si cerca di rendere il patrimonio svedese accessibile a tutti i cittadini al fine di diffondere informazioni su tale patrimonio e «potenziare il patrimonio come una forza nell'evoluzione di una società democratica sostenibile».